# General der Fallschirmtruppe
General der Fallschirmtruppe war eine militärische Rangstufe in der deutschen Wehrmacht. Diese entspricht dem heutigen Dienstgrad eines Generalleutnants und war innerhalb der Luftwaffe der Wehrmacht für den Kommandierenden General eines Fallschirmkorps oder Luftwaffenfeldkorps vorgesehen. Die Einführung der Rangstufe erfolgte mit der Umernennung des Kommandierenden Generals des XI. Fliegerkorps und späteren Generalobersten Kurt Student (vorher war er General der Flieger) am 1. Mai 1943. Ähnliche Dienstgradbezeichnungen wurden von der Wehrmacht auch für andere Waffengattungen eingeführt (u. a. General der Panzertruppe, General der Gebirgstruppe).

## Offiziere in diesem Dienstgrad
| Name                    | Lebensdaten | Beförderung       | Anmerkungen          |
| ----------------------- | ----------- | ----------------- | -------------------- |
| Kurt Student            | 1890–1978   | 1. Mai 1943       | später Generaloberst |
| Alfred Schlemm          | 1894–1986   | 1. Januar 1944    |                      |
| Eugen Meindl            | 1892–1951   | 1. April 1944     |                      |
| Bruno Bräuer            | 1893–1947   | 1. Juni 1944      |                      |
| Hermann-Bernhard Ramcke | 1889–1968   | 1. September 1944 |                      |
| Richard Heidrich        | 1896–1947   | 31. Oktober 1944  |                      |
| Paul Conrath            | 1896–1979   | 1. Januar 1945    |                      |